# Doryfera
Doryfera là một chi chim trong họ Chim ruồi.

## Hình ảnh

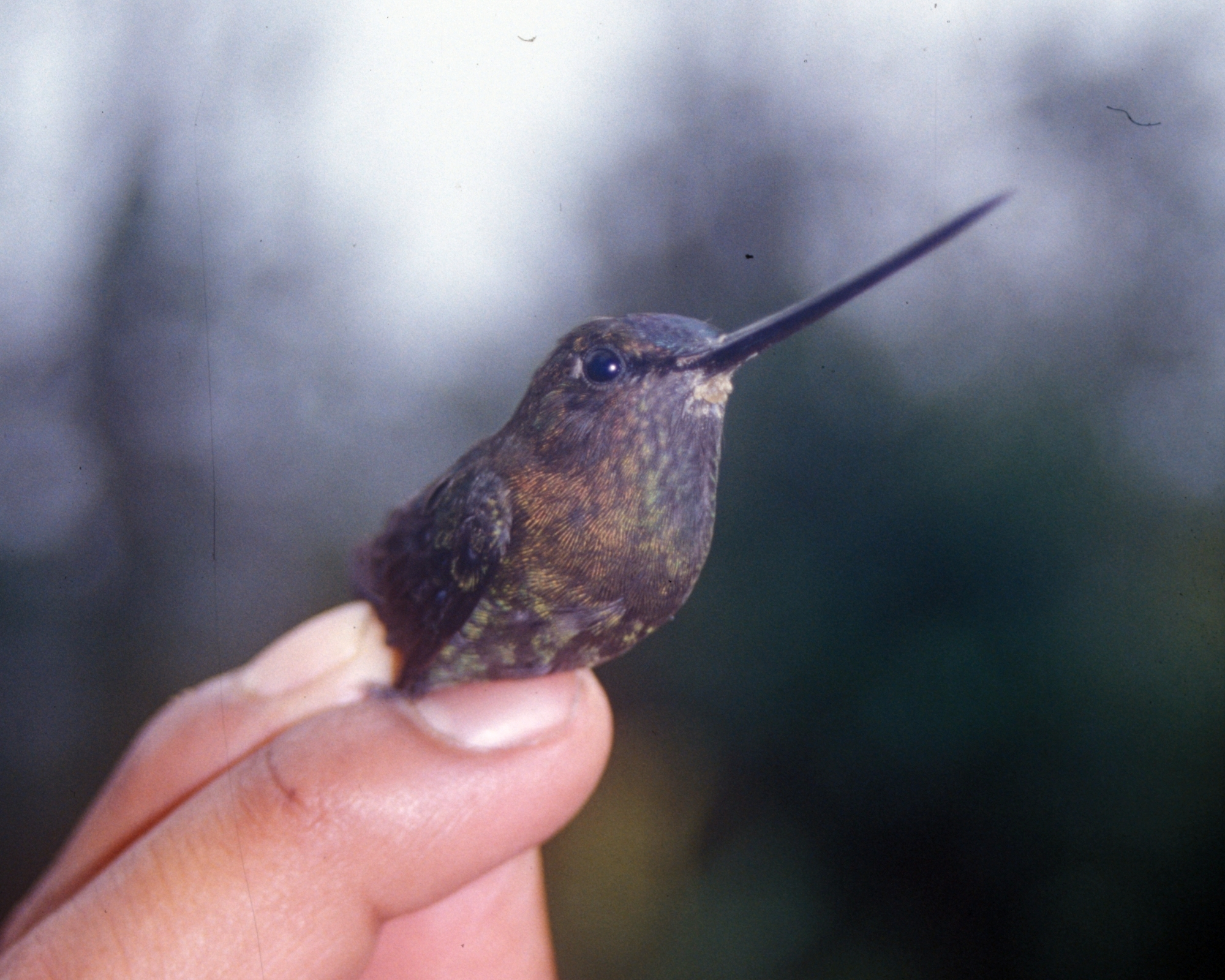
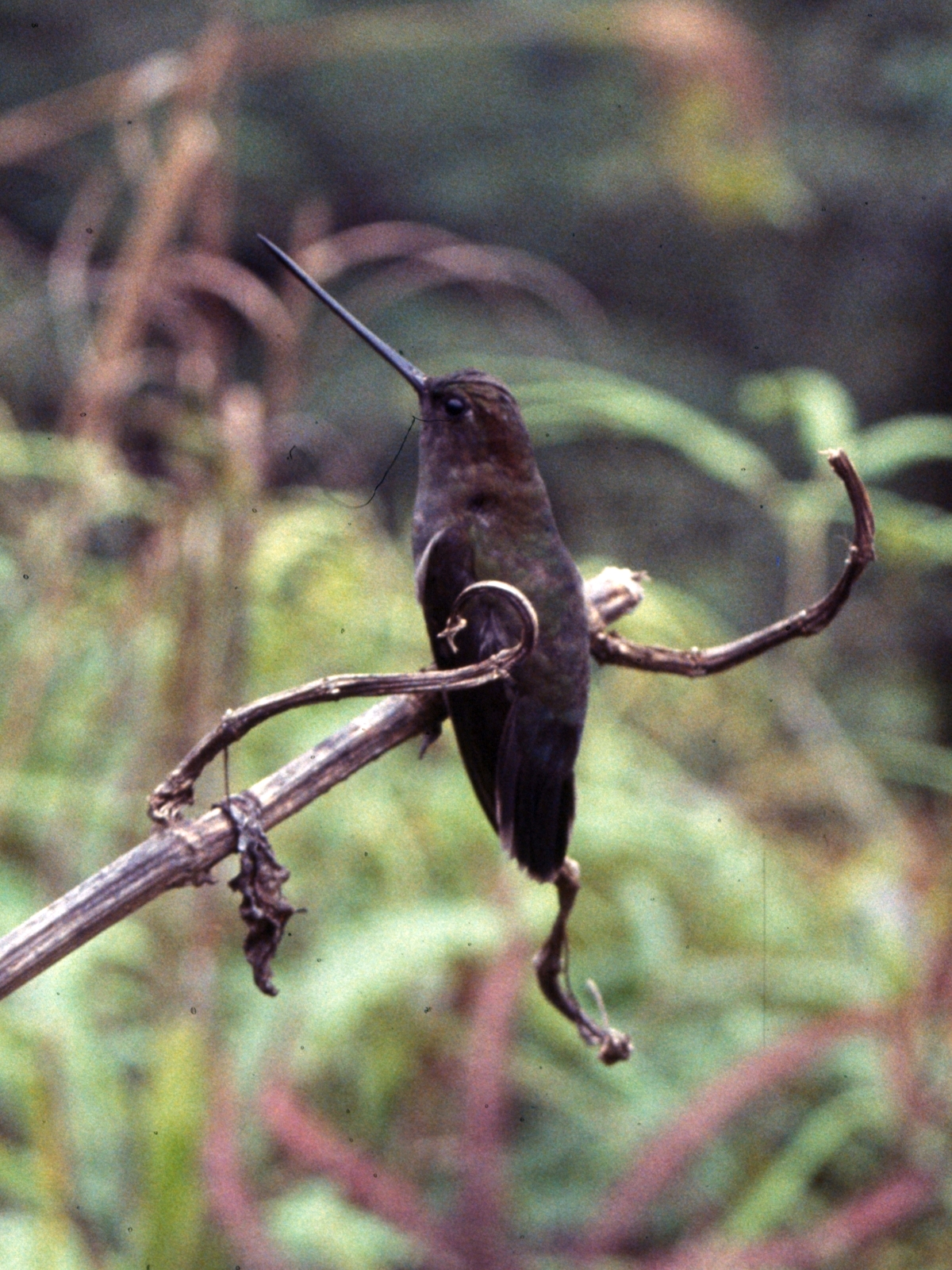